# Macuxi
Les Macuxi, aussi appelés Macusi, Makusi, Makuxi et Makushi, sont une ethnie amérindienne du groupe linguistique caraïbe présents  de part et d'autre de la frontière entre le Brésil et le Guyana, ce qui correspond au nord de l'État du Roraima au Brésil et au Sud-Ouest du Guyana soit le Haut-Takutu-Haut-Essequibo et le Potaro-Siparuni.
Dans cette zone périphérique tant pour le Brésil que pour le Guyana, les Macuxi sont localement fortement majoritaires, surtout en zone rurale, ainsi dans le municipio de Normandia où ils constituent 93 % de la population rurale. Leur habitat est situé dans des zones variées, d'une part sur des collines couvertes de forêt et d'autre part dans une plaine herbeuse, la savane du Rupununi. La délimitation de leur territoire tribal est en cours au Brésil. Le fait que la frontière traverse leurs terres a entrainé des mouvements de population à partir du milieu du XXe siècle. Poussés au départ par l'arrivée de colons brésiliens qui pratiquaient le travail forcé, beaucoup ont repris le chemin du Brésil à la suite de l'indépendance de la Guyane britannique devenue le Guyana en 1966 et qui a connu depuis cette époque une grave instabilité politique et sociale.
Le recensement de 2010 et le décompte démographique du Secrétariat spéciale de la santé des indigènes (SESAI) montrent que la population des Macuxi a dépassé les 33 000 habitants sur le territoire brésilien; cependant en Guyana on enregistre approximativement 9500 indigènes, et au Venezuela seulement une centaine.
Habitants des champs naturels du bassin des fleuves Rio Branco, Rupununi et Orinoco, les indiens Macuxi font face, au moins depuis le  XVIIIème siècle, à des situations adverses en raison de l'occupation non indigène dans la région - premièrement par la création de villages et par les migrations forcées, par l'avancement de l'exploitation et de l'élevage et, plus récemment, par la présence de chercheurs d'or et par la prolifération des "grileiros" (voleurs de terres).
Aujourd’hui, ils sont victimes avec d’autres populations de la région, d'un des plus grands problèmes relatifs aux droits des indigènes au Brésil contemporains : cela concerne l’homologation de la réserve indigène « Raposa Serra do Sul », où, actuellement, il existe des noyaux urbains et des élevages ou des cultures de riz.

## Personnalités
- Joênia Batista de Carvalho